# Roberto Cingolani
Roberto Cingolani (Milán, 23 de diciembre de 1961) es un físico, académico y ejecutivo italiano. Se desempeñó como ministro de Transición Ecológica en el gabinete del primer ministro Mario Draghi entre 2021 y 2022.
El 10 de mayo de 2023, el Consejo de Administración de Leonardo nombró a Cingolani para el cargo de director general y director ejecutivo.

## Primeros años y educación
Cingolani pasó su infancia en Bari, donde se graduó de la Universidad de Bari en 1985 con un título en Física. Obtuvo su doctorado allí en noviembre de 1988 y su PhD en la Scuola Normale Superiore de Pisa en 1990.

## Carrera
Entre 1988 y 1991, Cingolani formó parte del equipo del Instituto Max Planck en Stuttgart, Alemania, trabajando bajo la dirección del premio Nobel Klaus von Klitzing. Inicialmente, tenía planeado mudarse de forma permanente a Japón para unirse a la Universidad de Tokio, pero decidió regresar a Italia tras el fallecimiento de su padre.
Entre 1991 y 1999, Cingolani trabajó como investigador y, posteriormente, como profesor asociado de física general en el Departamento de Ciencia de los Materiales de la Universidad del Salento (entonces conocida como Universidad de Lecce). Durante ese período, entre 1997 y 2000, también se desempeñó como profesor visitante en la Universidad de Tokio y en la Universidad de la Mancomunidad de Virginia, en Estados Unidos.
De 2000 a 2005, regresó a la Universidad de Salento, donde ocupó el cargo de profesor de física general en la Facultad de Ingeniería. En esta institución, fundó y dirigió el Laboratorio Nacional de Nanotecnologías de Lecce.
En 2001, Cingolani actuó como perito para el Ministerio Público de Roma, elaborando informes periciales en los casos de Marta Russo y Unabomber.
Entre 2005 y 2019, Cingolani se desempeñó como director científico del Instituto Italiano de Tecnología (IIT) en Génova. En diciembre de 2015, recibió el prestigioso Premio de Ciencias de Roma en reconocimiento a su trayectoria. En 2016, contribuyó al desarrollo del Human Technopole en Milán, un ambicioso proyecto enfocado en la creación de un instituto de investigación especializado en biología.
Entre 2019 y 2021, Cingolani ocupó el cargo de Director de Tecnología e Innovación en Leonardo SpA. Previamente, de 2005 a 2019, fue director científico del Istituto Italiano di Tecnologia en Génova.
En abril de 2019, se unió al consejo de administración de Illycaffè, y en abril de 2020 fue designado como director no ejecutivo en el consejo de administración de Ferrari. Sin embargo, presentó su renuncia a este último cargo el 16 de febrero de 2021.
El 12 de abril de 2023, el gobierno de Italia designó a Cingolani como CEO de Leonardo SpA, una multinacional italiana de propiedad parcial del Estado, especializada en los sectores aeroespacial, de defensa y seguridad. Cingolani se había unido inicialmente a Leonardo en 2019, desempeñándose como director de Tecnología e Innovación, liderando programas relacionados con ciberseguridad e inteligencia artificial, antes de dejar la compañía en 2021. Por su parte, Stefano Pontecorvo fue nombrado como el nuevo presidente de Leonardo.

## Carrera política
El 13 de febrero de 2021, Cingolani fue designado ministro de Transición Ecológica en el gabinete de Mario Draghi.Este nuevo ministerio unificó competencias relacionadas con asuntos energéticos, que anteriormente estaban repartidas entre distintos ministerios, junto con la cartera de medio ambiente.
Cingolani ha criticado a algunos activistas ambientales por adoptar un enfoque que considera excesivamente ideológico, abogando por una transición más gradual y sostenible hacia fuentes de energía limpias. Sin embargo, estas declaraciones, junto con su apoyo a un mayor uso del gas natural como fuente energética de transición, han generado preocupación entre los activistas climáticos italianos.
En enero de 2022, junto con el ministro de Asuntos Exteriores, Luigi Di Maio, Cingolani designó al diplomático de alto rango Alessandro Modiano como el primer enviado especial de Italia para el cambio climático.
Tras dejar su cargo en el gobierno, Cingolani ha estado asesorando de manera informal a la primera ministra Giorgia Meloni en asuntos relacionados con la política energética.

## Otras actividades
- De Nora, miembro del Consejo de Administración (desde 2023)